# Cefalocereus
Cefalocereus (Cephalocereus Pfeiff.) – rodzaj sukulentów z rodziny kaktusowatych (Cactaceae). Gatunkiem typowym jest C. senilis (Haworth) K. Schumann.

## Systematyka
Synonimy.
Haseltonia Backeb., Neodawsonia Backeb., Pilocereus Lem.
Pozycja systematyczna według APweb (aktualizowany system APG III z 2009)
Należy do rodziny kaktusowatych (Cactaceae) Juss., która jest jednym z kladów w obrębie rzędu goździkowców (Caryophyllales) i klasy roślin okrytonasiennych. W obrębie kaktusowatych należy do plemienia Pachycereeae, podrodziny Cactoideae.
Pozycja w systemie Reveala (1993-1999)
Gromada okrytonasienne (Magnoliophyta Cronquist), podgromada Magnoliophytina Frohne & U. Jensen ex Reveal, klasa Rosopsida Batsch, podklasa goździkowe (Caryophyllidae Takht.), nadrząd Caryophyllanae Takht., rząd goździkowce (Caryophyllales Perleb), podrząd Cactineae Bessey in C.K. Adams, rodzina kaktusowate (Cactaceae Juss.), rodzaj cefalocereus Cephalocereus Pfeiff.
Gatunki
- Cephalocereus apicicephalium E.Y.Dawson
- Cephalocereus columna-trajani (Karw. ex Pfeiff.) K.Schum.
- Cephalocereus nizandensis (Bravo & T.MacDoug.) Buxb.
- Cephalocereus senilis (Haw.) Pfeiff.
- Cephalocereus totolapensis (Bravo & T.MacDoug.) Buxb.